# Devise de la Tunisie
La devise de la Tunisie est Liberté, Ordre, Justice, en arabe Ḥoṛiya, Niẓam, 'Adāla (حرية، نظام، عدالة).

## Histoire

Devise de la Tunisie sur les armoiries de la république.

La devise originelle, Liberté, Ordre, Justice, en arabe Ḥoṛiya, Niẓam, 'Adāla (حرية، نظام، عدالة), est adoptée avec les nouvelles armoiries de la Tunisie indépendante par le décret beylical du 21 juin 1956. Après l'abolition de la monarchie, le 25 juillet 1957, la devise demeure celle du régime républicain. Elle est inscrite dans l'article 4 de la Constitution du 1er juin 1959. 
La loi du 30 mai 1963, modifiant les armoiries, change également l'ordre de la devise nationale : celle-ci devient Ordre, Liberté, Justice (نظام، حرية، عدالة). La loi du 2 septembre 1989 renverse l'ordre de la devise nationale en revenant à celui de 1956.
La devise est changée en Liberté, Dignité, Justice, Ordre par l'article 4 de la Constitution du 10 février 2014.
La devise est à nouveau changée en Liberté, Ordre, Justice par l'article 9 de la Constitution du 25 juillet 2022.